# Polina Manoilă
Polina Manoilă (n. 4 noiembrie 1945) este o solistă de muzică populară din România. A lansat 16 albume și peste 250 de melodii.
- Este olteancă venită tocmai din inima Gorjului, de langa Tismana, din satul Vâlcele, sat ce se află la 4 km de satul în care s-a născut marele Brâncuși.
- Prima apariție scenică a avut loc la Tismana, în anul 1960, cu formația Cooperativei „Arta Casnică”, în cadrul căreia cânta și dansa.

## Studii
1962 – 1965: cursurile Școlii Populare de Artă, unde a studiat canto cu renumita profesoară Mia Barbu, cea care a învățat-o cum să dea glasului ei nuanțare și frazare, fără a-i altera însă stilul gorjenesc.
1962 – 1966: Liceul „Iulia Hașdeu”.

## Colaborări
- Casa de Cultură „Nicolae Bălcescu”, sub bagheta lui Ionel Budișteanu.
- Ansamblul Tineretului și Studenților, dirijor Radu Voinescu.
- Ansamblul „Doina” al Armatei, căruia i-a rămas fidelă timp de 35 de ani. În cadrul acestui ansamblu, a fost angajată (în urma unui concurs, unde a impresionat prin „Hăulita gorjenească”) datorită generalului DINU STELIAN, un om de mare cultură, care a angajat-o cu dispensă pentru că, pe atunci (1964), nu avea decât 16 ani.

## Distincții, medalii
- Prima medalie a obținut-o cu formația Cooperativei „Arta Casnică” la festivalul regional de la Craiova.
- Împreună cu Ansamblul Tineretului și Studenților a luat premiul I la Festivalul Tineretului și Studenților de la Sofia, în 1968.
- În 1975, ca o recunoaștere pe plan național, primește Meritul Cultural clasa I.[1]
- În 1997, obține premiul „România Mare”.

## Turnee
Împreună cu ansamblul „Doina” al Armatei a făcut turnee în: China, Ungaria, Polonia, URSS, America, Israel, Anglia, Olanda, Danemarca, Cehia, Slovacia, Coreea, Iugoslavia, Italia, Grecia, Canada, Algeria, Franța, Bulgaria, Turcia etc.
Participări artistice la recepții oficiale în prezența unor președinți de stat și înalți demnitari: Gorbaciov, De Gaulle, Reza Pahlevi Aliamer, Indira Ghandi, Mao Tze Dung, Kim Ir Sen, Nixon, Tito, Brejnev, Jivcov, Yasser Arafat, Bocassa, Lech Walensa, Gadaffi, Gheorghe Gheorghiu Dej, Chuen Lai.
15 albume realizate la Casa „Electrecord”, are circa 250 de piese în radio, câteva filmări la televiziune.
A colaborat cu dirijori ca: Nicu Stănescu, Ionel Budișteanu, Paraschiv Oprea, Marin Cioacă, Marin Ghiocel etc.